# Buikdraai
Een buikdraai is een element uit het turnen, waarbij een hele draai wordt gemaakt om een horizontale legger, sport of stok. De uitgangshouding en de eindhouding van de buikdraai is een (strek)steun, waarbij de turn(st)er op beide handen steunt. Een buikdraai kan zowel voorwaarts als achterwaarts geturnd worden.
Een buikdraai wordt in het toestelturnen geturnd aan de brug ongelijk en de rekstok. In het toestelturnen wordt de buikdraai achterover ingezet door een opzwaai, waarna het lichaam gedurende de hele rotatie gestrekt blijft. De buikdraai voorover wordt echter ingezet met een hoekbeweging, waarna het lichaam zich weer strekt.
Ook het rhönradturnen kent de buikdraai als element, waarbij deze in de bovenfase wordt geturnd om een van de sporten van het rad. Aangezien de beweging moet worden volooid voordat de turner weer met het rad mee naar beneden beweegt, is voldoende rotatiesnelheid hier van groot belang. In tegenstelling tot het toestelturnen wordt de buikdraai in het rhönradturnen uitgevoerd met gebogen benen (als bij een hurksalto). Bovendien houdt de turn(st)er tijdens de rotatie de sport niet vast, maar klemt deze tussen de armen en het bovenlichaam.